# Ceraceopsis verruculosa
Ceraceopsis là một chi nấm trong lớp Agaricomycetes. Chi này chưa được xếp vào một bộ hay họ nấm cụ thể nào do vị trí phân loại chưa chắc chắn. Loài nấm duy nhất trong chi là Ceraceopsis verruculosa, được tìm thấy trong các thân cây mục ở các cánh rừng rụng lá tại Venezuela. C. verruculosa được hai nhà nghiên cứu nấm Kurt Egon Hjortstam và Leif Ryvarden định nghĩa danh pháp khoa học năm 2007.